# 藤田雄五
藤田 雄五（ふじた ゆうご、1923年（大正12年）9月1日 - 2014年（平成26年）1月19日）は日本の実業家、元アンリツ社長。東京都出身。

## 略歴
- 1923年（大正12年） - 逸男の五男として生まれる。
- 1947年（昭和22年）9月 - 早稲田大学理工学部電気通信学科卒業。
- 1947年（昭和22年）10月 - 安立電気（現・アンリツ）入社。
- 1975年（昭和50年） - 同社代表取締役就任。
- 1979年（昭和54年） - 同社代表取締役常務就任。
- 1981年（昭和56年） - 同社代表取締役専務就任。
- 1984年（昭和59年） - 同社代表取締役社長就任。
- 1989年（平成元年） - 同社代表取締役相談役就任。
- 2014年（平成26年）1月19日 - 心筋梗塞のため死去、90歳。[1]

## 賞
- 1964年（昭和39年） - 科学技術庁長官賞受賞。
- 1976年（昭和51年） - 紫綬褒章受章。

## 参考
- 交詢社 第69版 『日本紳士録』 1986年